# شابن أ. هاريس
شابن أ. هاريس (بالإنجليزية: Chapin A. Harris)‏ هو طبيب أسنان أمريكي، ولد في 6 مايو 1806 في Pompey, New York ‏ في الولايات المتحدة، وتوفي في 29 سبتمبر 1860 في بالتيمور في الولايات المتحدة.